# Шенсон, Эмма
Эмма Шенсон (швед. Emma Sofia Perpetua Schenson; 21 сентября 1827 Уппсала, Швеция — 17 марта 1913 Уппсала) — шведская художница, специалист по жанровой и портретной живописи, фотограф. Одна из первых профессиональных женщин-фотографов в Швеции.

## Биография
Родилась в Уппсале 21 сентября 1827 года в семье казначея местной академии Джона Шенсона и администратора школы Марии Магадлины Хар.
Информации о том как она познакомилась с искусством фотографии история не сохранила, однако высока вероятность что знания она получила от странствующих фотографов.
В 1864 году она открыла студию в Уппсале, став одним из первых профессиональных фотографов в Швеции, и первым фотографом с собственной студией в Уппсале. До этого момента женщины не занимались фотографией самостоятельно, а выступали в качестве помощниц у мужчин. До открытия студии в Уппсале, профессионально фотографией в городе никто не занимался, поскольку профессия ранее характеризовалась исключительно путешествующими фотографами.
Вместе с тем она занималась акварельной живописью, писала пейзажи и портреты. Некоторые из её работ выставлялись в Upplandsmuseet — главном художественном музее города Уппсала. Издала ряд пособий для художников «Lätta teckningar för nybegynnare» (Световые рисунки для начинающих, 1877—1878) и сборник «Träsniderimönste» (Образцы резьбы по дереву, 1876).
В 1880-х и 90-х годах подготовила серию фотографий посвященных процессу реставрации кафедрального собора Уппсалы. Изображения показывают не только её технические навыки, но и способность грамотного выбора позиции при съемке.
В Швеции её чтят, как одну из первых художниц и фотографов страны, наряду с Вильгельминой Лагерхольм в Стокгольме, Хильдой Сёлин (Hilda Sjölin) в Мальмё и Розали Сёман (Rosalie Sjöman) в Стокгольме.
Замужем не была. Умерла в Уппсале 17 марта 1913 года.

## Работы

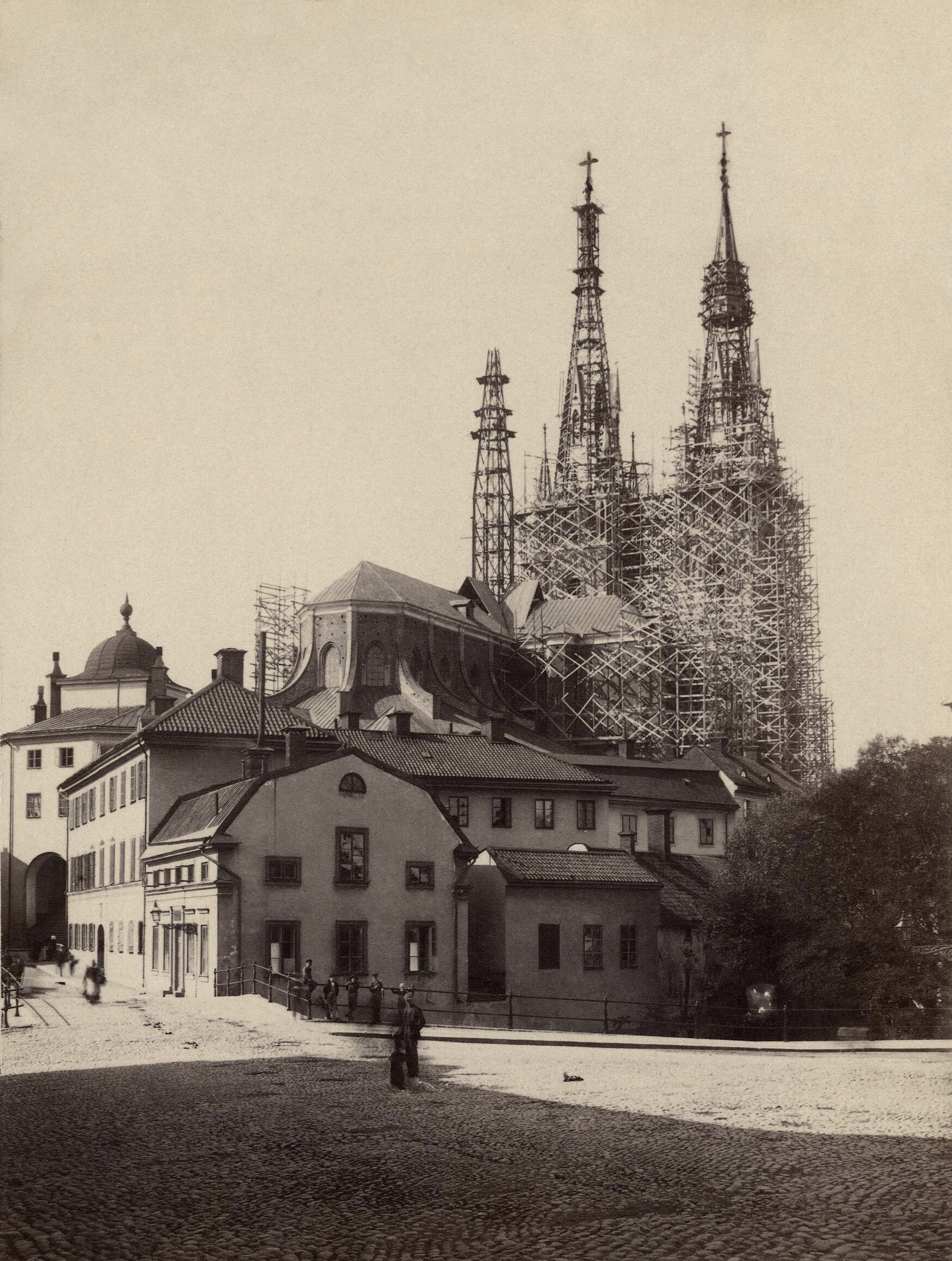
Кафедральный собор Уппсалы. 1889 год
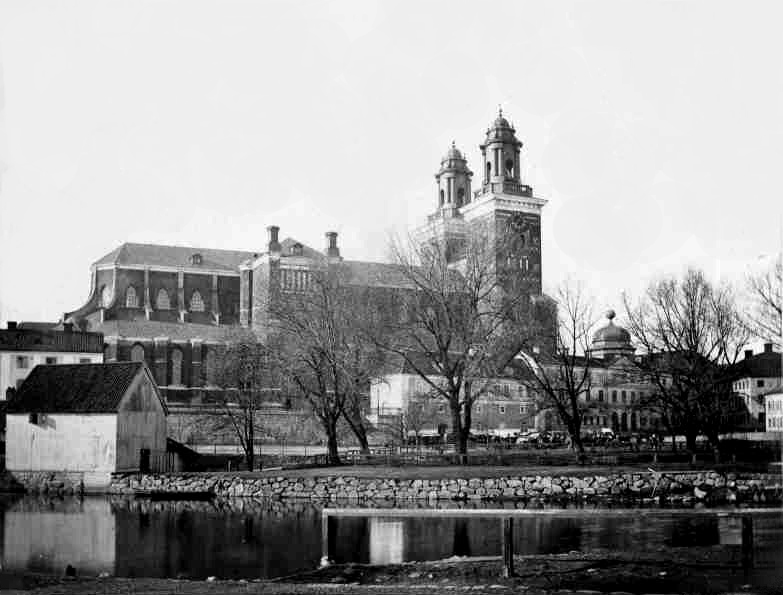
Кафедральный собор Уппсалы. 1860 год
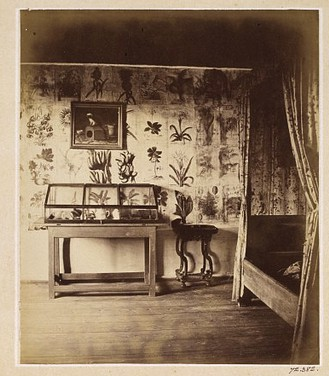
Спальня Линнея. 1864 год
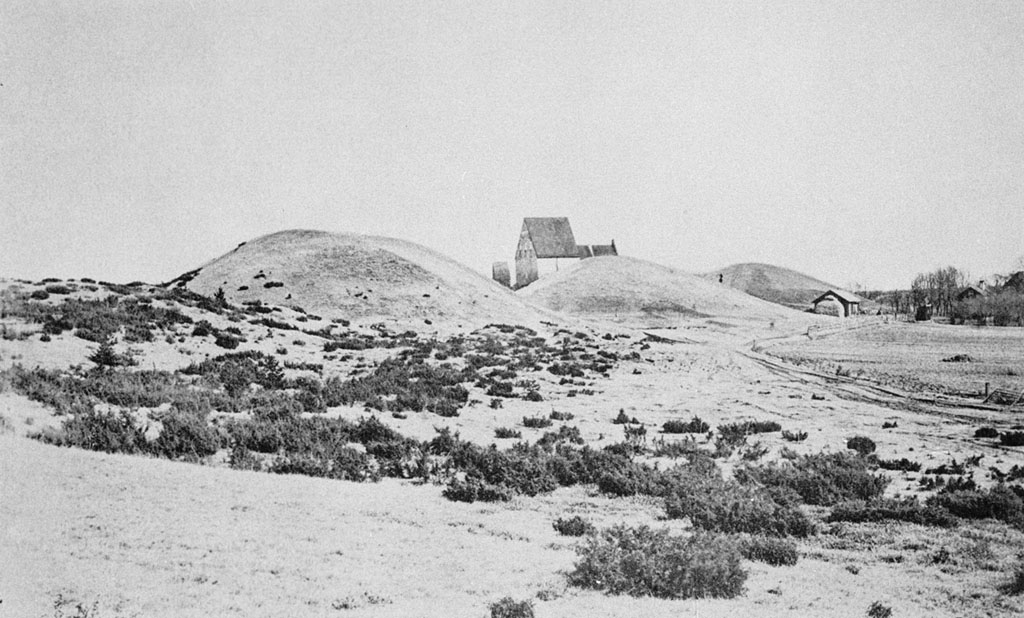
Курганы. 1985 год